# En-Xakanxa-Ana
En-Xakanxa-Ana o Enxakuixanna o Enšakušana, va ser el primer rei de la segona dinastia d'Uruk, a Sumer, esmentat per la llista de reis sumeris amb un període mític de govern de 60 anys. Va conquerir el territori d'Hamazi i va aconseguir dominar-lo, governant també Kix i Nippur. Eannatum I de Lagaix llavors hauria sotmès part de Sumer, amb Kish, i Mesopotàmia (en aquest context Accàdia). Kug-Bau de Kix s'hauria independitzat després de Lagaix, i Uruk hauria dominat el país.
Va adoptar el títol sumeri d'en ki-en-gi lugal kalam-ma, que voldria dir senyor de Sumer i rei de la Terra" (o possiblement en de la regió d'Uruk i lugal de la regió d'Ur"), i podria correspondre al títol posterior de lugal ki-en-gi ki-uri "senyor de Sumer i Accad" que de fet significava la reialesa sobre tot Babilònia.
A Uruk el va succeir Lugal-kinixe-dudu. L'hegemonia hauria passat a Eannatum de Lagaix per un temps. Lugal-kinishe-dudu va ser després aliat d'Entemena II, un successor d'Eannatum, en contra d'Umma, el principal rival de Lagaix.